# Кубок мира по вольной борьбе 1974
Кубок мира по борьбе 1974 года (официально исп. Copa del Mundo de Lucha Libre Olímpica, «Кубок мира по олимпийской вольной борьбе») прошёл 20—21 июля в Лас-Пальмасе (Канарские острова). Соревнования проводились под эгидой ФИЛА. Соревнования проходили только в вольном стиле, между собой соревновались команды СССР, США, Ирана и НРБ. Обладателем кубка мира стала сборная СССР.

## История
Квалификация команд к участию в розыгрыше кубка мира происходила в сентябре 1973 года во время проведения Чемпионата мира по борьбе в Тегеране. В январе 1974 года Президент ФИЛА Милан Эрцеган принял решение за особые заслуги Президента Федерации борьбы Испании и Генерального секретаря ФИЛА Фернандо Компте в развитии борьбы в мире, следующий розыгрыш кубка мира в 1974 году провести в Испании, на Канарских островах. Официальное название «Кубок мира по олимпийской вольной борьбе — Трофей Фернандо Компте» присвоено за то, что к участию в нём пришли заявки от чемпионов мира и Олимпийских игр, и континентальных чемпионов. Федерация борьбы Испании согласовала с ФИЛА право страны проведения соревнований на финальный матч из 12 поединков сборной команды Испании против сборной мира (в которую войдут финалисты кубка мира) в весовых категориях свыше 90 кг.

## Общий зачёт
| Баллы | Баллы | Баллы |
| ----- | ----- | ----- |
| 1     | СССР  | 6     |
| 2     | Иран  | 4     |
| 3     | НРБ   | 2     |
| 4     | США   | 0     |

| Общее количество финалистов | Общее количество финалистов | Общее количество финалистов | Общее количество финалистов | Общее количество финалистов | Общее количество финалистов | Общее количество финалистов |
| Место                       | Страна                      | 1-е место                   | 2-е место                   | 3-е место                   | 4-е место                   | Всего                       |
| --------------------------- | --------------------------- | --------------------------- | --------------------------- | --------------------------- | --------------------------- | --------------------------- |
| 1                           | СССР                        |                             |                             |                             |                             | 10                          |
| 2                           | Иран                        |                             |                             |                             |                             | 10                          |
| 3                           | НРБ                         |                             |                             |                             |                             | 10                          |
| 4                           | США                         | 0                           |                             |                             |                             | 10                          |
| Итого                       | Итого                       | 10                          | 10                          | 10                          | 10                          | 40                          |

## Финалисты в индивидуальном зачёте
| Категория | 1 место             | 2 место | 3 место | 4 место (не призовое) |
| --------- | ------------------- | ------- | ------- | --------------------- |
| 48 кг     | Рафик Гаджиев       |         |         |                       |
| 52 кг     | Роман Дмитриев      |         |         |                       |
| 57 кг     | Леонид Богатырёв    |         |         |                       |
| 62 кг     | Гиви Кварелашвили   |         |         |                       |
| 68 кг     | Загалав Абдулбеков  |         |         |                       |
| 74 кг     | Магомедхан Арацилов |         |         |                       |
| 82 кг     | Василий Сюльжин     |         |         |                       |
| 90 кг     | Пётр Суриков        |         |         |                       |
| 100 кг    | Владимир Гулюткин   |         |         |                       |
| +100 кг   | Нодар Модебадзе     |         |         |                       |